# Rudolph Leibel
Rudolph Leibel, MD, (nacido en 1942) es el profesor Christopher J. Murphy de Investigación de la Diabetes, el profesor de Pediatría y Medicina de la Universidad de Columbia Medical Center, y el director de la División de Genética Molecular en el Departamento de Pediatría. Él es también codirector del Centro de Diabetes Naomi Berrie y el director Ejecutivo del Programa de Berrie Russell y Angelica en Terapia Celular, and Executive Director of the Russell and Angelica Berrie Program in Cellular Therapy, Codirector del Centro de Investigación de la Obesidad de Nueva York y la Universidad de Columbia de diabetes y el Centro de Investigación de Endocrinología.
El co-descubrimiento de Leibel de la hormona leptina en la Universidad Rockefeller, y la clonación de los genes de la leptina y del receptor de la leptina, ha tenido un papel importante en el área de la comprensión de la obesidad humana. Leibel ha publicado cientos de artículos científicos sobre la obesidad, y es autor y coautor de 70 artículos científicos sobre el tema de la leptina en concreto.